# Філіпп Всеволод Іванович
Всеволод Івановіч Філіпп (рос. Всеволод Иванович Филипп) (4 лютого 1951, Троїцьк) — російський дипломат. Генеральний консул Російської Федерації в Харкові (Україна) (2007–2012).

## Біографія
Народився 1951 року. У 1973 році закінчив факультет фізико-математичних і природничих наук Університету дружби народів ім. Патріса Лумумби. У 1991 році закінчив Дипломатичну академію МЗС Росії, за фахом — економіст-міжнародник. Кандидат історичних наук. Володіє англійською, іспанською та румунською мовами.
З 1985 — на дипломатичній роботі в Міністерстві іноземних справ СРСР.
У 1985–1989 рр. — робота в Посольстві СРСР в Румунії.
У 1991–1997 рр — робота в Посольстві РФ в Румунії.
У 2000–2005 рр — робота в Посольстві РФ в Нідерландах.
У 2005–2007 рр — начальник відділу Європи в Департаменті кадрів Міністерства іноземних справ РФ.
У 2007–2012 рр — Генеральний консул Російської Федерації в українському місті Харків.
З 2012 р. — радник-посланник Посольства РФ в Республіці Молдова.

## Дипломатичний ранг
- Надзвичайний і Повноважний Посланник 2 класу.